# 新田純也
新田 純也（にった じゅんや、1978年6月13日 - ）は、静岡県浜松市出身の元サッカー選手でポジションはFW。

## 来歴
小学校2年からサッカーを始める。小学校高学年からFW一筋でプレーし、浜松市立丸塚中学校卒業後はサッカー強豪校として知られる清水市立商業高校に進学した。同校のサッカー部では同期に川島眞也、薬師寺直樹、2学年上に安永聡太郎らがいたが、周りとのレベルの差に驚かされたという。しかし、監督である大滝雅良の助言を受け、泥臭くとも得点を狙う現在のプレースタイルをこの頃から確立。
高校卒業後、プロからのオファーはなく、唯一のオファーだった、当時、将来のJリーグ入りを目指していた、旧JFLに所属する地元・浜松市の本田技研工業サッカー部へ加入した。しかし、運営元である本田技研工業はスタジアム等の問題から、二度目となるサッカー部のプロクラブ化とJリーグ入りの断念を決断した。これに伴いJリーグ入りを目指す有力選手が他クラブへ移籍したが、新田は唯一オファーをくれたクラブであったこと、負傷後もサポートしてくれたことに愛着を感じ、クラブが現在のJFL（以下「JFL」と表記）に所属して以降も残留を決意。エースストライカーとして活躍を続け、特に2006年には23得点を上げ得点ランク2位と大きな結果を残し、チームの優勝に大きく貢献。JFLのMVPとベストイレブンの個人タイトルも獲得した。
また、2007年の天皇杯では当時Jリーグ1部の柏レイソルから先制ゴールを決め、日本のトップカテゴリに所属するチームからの大金星に大きく貢献。さらに続いて、同じくJリーグ1部の名古屋グランパスからも得点を奪い、同じく両チームから得点を奪った鈴木弘大らとともにチームがベスト8となる原動力となった。
2008年には前期第4節の対FC刈谷戦でJFL初となるリーグ通算100ゴールを達成。後期第17節の対アルテ高崎戦においては5得点を挙げ持ち前の高い得点能力をいかんなく発揮。シーズン通算25得点を挙げ得点王に輝くなどチームの優勝に大きく貢献した。さらに再びMVPとベストイレブンにも選出され、得点王と合わせて個人三冠を達成した。
2011年をもって現役を引退し、以降、本田技研工業の社業に専念している。

## エピソード・アラカルト
- 本田技研工業の正社員でもあり、故に現役時代は一貫してアマチュア選手であったが、JFLでは高い成績を残していた。現役当時は、昼まで浜松製作所勤務の一社員として社業をこなし、午後から選手として練習に励む、という生活サイクルだった。ちなみに、Honda FCの現役選手は全員正社員であり、全員同様の生活を送る。
- 元々は個人技に優れるロナウドを目標とするサッカー選手だった。後にゴール前での巧みなポジショニングでゴールを奪うことを得意とするインザーギを目標にしていた。
- 日本フットボールリーグでの通算最多得点記録保持者（通算146得点）である（2016年シーズン終了時点）。
- 2000年から2011年まで12年連続でJFLで得点を決めていた。
- 引退した年の2011年、チームが18年ぶりに天皇杯出場を逃した際、勤務先である本田技研工業浜松製作所の所長からチーム全体で呼び出しを受けていたと、週刊サッカーマガジンの取材で語っている[2]。

## 所属クラブ
- 清水市立商業高校サッカー部
- 1997年-2011年 本田技研工業サッカー部/Honda FC

## 個人成績
| 国内大会個人成績 | 国内大会個人成績 | 国内大会個人成績 | 国内大会個人成績 | 国内大会個人成績 | 国内大会個人成績 | 国内大会個人成績 | 国内大会個人成績 | 国内大会個人成績 | 国内大会個人成績 | 国内大会個人成績 | 国内大会個人成績 |
| 年度             | クラブ           | 背番号           | リーグ           | リーグ戦         | リーグ戦         | リーグ杯         | リーグ杯         | オープン杯       | オープン杯       | 期間通算         | 期間通算         |
| 年度             | クラブ           | 背番号           | リーグ           | 出場             | 得点             | 出場             | 得点             | 出場             | 得点             | 出場             | 得点             |
| 日本             | 日本             | 日本             | 日本             | リーグ戦         | リーグ戦         | リーグ杯         | リーグ杯         | 天皇杯           | 天皇杯           | 期間通算         | 期間通算         |
| ---------------- | ---------------- | ---------------- | ---------------- | ---------------- | ---------------- | ---------------- | ---------------- | ---------------- | ---------------- | ---------------- | ---------------- |
| 1997             | 本田             | 28               | 旧JFL            | 7                | 2                | -                | -                | 1                | 0                | 8                | 2                |
| 1998             | 本田             | 15               | 旧JFL            | 0                | 0                | -                | -                | 3                | 0                | 3                | 0                |
| 1999             | 本田             | 9                | JFL              | 2                | 0                | -                | -                | 0                | 0                | 2                | 0                |
| 2000             | 本田             | 9                | JFL              | 15               | 6                | -                | -                | 3                | 0                | 18               | 6                |
| 2001             | 本田             | 9                | JFL              | 27               | 17               | -                | -                | 1                | 0                | 28               | 17               |
| 2002             | Honda            | 9                | JFL              | 17               | 8                | -                | -                | 1                | 0                | 18               | 8                |
| 2003             | Honda            | 9                | JFL              | 25               | 10               | -                | -                | 3                | 0                | 28               | 10               |
| 2004             | Honda            | 9                | JFL              | 25               | 18               | -                | -                | 2                | 2                | 27               | 20               |
| 2005             | Honda            | 9                | JFL              | 8                | 2                | -                | -                | 1                | 1                | 9                | 3                |
| 2006             | Honda            | 9                | JFL              | 34               | 23               | -                | -                | 2                | 0                | 36               | 23               |
| 2007             | Honda            | 9                | JFL              | 28               | 12               | -                | -                | 5                | 3                | 33               | 15               |
| 2008             | Honda            | 9                | JFL              | 33               | 25               | -                | -                | 3                | 0                | 36               | 25               |
| 2009             | Honda            | 9                | JFL              | 34               | 11               | -                | -                | 2                | 2                | 36               | 13               |
| 2010             | Honda            | 9                | JFL              | 30               | 10               | -                | -                | 2                | 2                | 32               | 12               |
| 2011             | Honda            | 9                | JFL              | 29               | 4                | -                | -                | -                | -                | 29               | 4                |
| 通算             | 日本             | 日本             | JFL              | 307              | 146              | -                | -                | 25               | 10               | 332              | 156              |
| 通算             | 日本             | 日本             | 旧JFL            | 7                | 2                | -                | -                | 4                | 0                | 11               | 2                |
| 総通算           | 総通算           | 総通算           | 総通算           | 314              | 148              | -                | -                | 29               | 10               | 343              | 148              |

## タイトル
- 2001年 日本フットボールリーグ優勝 (2001年、2002年、2006年、2008年)

### 個人
- 日本フットボールリーグ MVP (2006年、2008年)
- 日本フットボールリーグ ベストイレブン (2006年、2008年)
- 日本フットボールリーグ 得点王 (2008年)